# Escuadrones rojos
En los Estados Unidos, los escuadrones rojos, en inglés Red Squadrons eran servicios de inteligencia y agentes de policía especializados en infiltración, contramedidas e inteligencia sobre movimientos politicos y sociales en el siglo XX. Las Brigadas Rojas, que se remontan a la Masacre de la Plaza Haymarket en 1886, se extendieron a ciudades más grandes como Chicago, Nueva York y Los Ángeles durante el primer Pánico Rojo de la década de 1920. Adoptaron la forma de una policía municipal especializada, dirigida contra sindicatos, comunistas, anarquistas y otros disidentes.

## Historia
En la ciudad de Nueva York, el excomisionado de policía Patrick Murphy atribuyó sus orígenes a un "Escuadrón Italiano" formado en 1904 para vigilar a un grupo de inmigrantes italianos sospechosos.. Sin embargo, fue su asociación con la lucha contra el comunismo lo que dio origen al nombre de "Escuadrón Rojo". Se generalizaron en la década de 1930, a menudo consideradas como una contramedida contra los organizadores comunistas encargados de ejecutar una política de sindicalismo dual, es decir, construir un movimiento revolucionario a la vez que se afiliaba a organizaciones sindicales formales. Unidades similares se crearon en Canadá durante este período, aunque solo el Servicio de Policía de Toronto, bajo el mando del jefe Dennis Draper, utilizó el nombre.
Tras los disturbios civiles durante la presidencia de Lyndon B. Johnson, el escándalo Watergate durante la administración de Nixon y la denuncia pública del COINTELPRO por parte de una organización disidente en 1971, surgieron críticas generalizadas a los Escuadrones Rojos por sus tácticas ilegales y antidemocráticas. En 1975, tras el escándalo Watergate y la denuncia del COINTELPRO, se el Comité Church para investigar las extralimitaciones de las agencias federales de seguridad pública y recopilación de inteligencia. Siguiendo las recomendaciones de dicho comité, el Congreso de los Estados Unidos aprobó la Ley de Vigilancia de Inteligencia Extranjera (FISA) en 1978, que limitaba las facultades de la policía y las agencias federales. Esto puso fin al uso oficial de los Escuadrones Rojos. Desde 1978, el término "Escuadrón Rojo" ha resurgido repetidamente para describir cualquier acción de la policía o de agencias federales que se considere opresiva hacia un grupo social o político. El término "Escuadrón Rojo" se ha utilizado para describir la infiltración del Departamento de Policía de la Ciudad de Nueva York en grupos liberales, primero durante los preparativos para la Convención Nacional Republicana de 2004 y luego hasta la actualidad.

## En la cultura popular
La serie de televisión "Aquarius" retrata las actividades de la Brigada Roja de Los Ángeles en relación con el Partido Pantera Negra y la Familia Manson a finales de la década de 1960.
En la serie dramática de la NBC "Ley y Orden: Unidad de Víctimas Especiales", durante el decimocuarto episodio de la segunda temporada, titulado "Paranoia", el detective John Munch (Richard Belzer) menciona a la Brigada Roja del Departamento de Policía de Nueva York durante uno de sus discursos conspirativos.
En la novela "Parque Gorky" de Martin Cruz Smith, el detective William Kirwell del Departamento de Policía de Nueva York es miembro de la Brigada Roja.